# Demibranch
Ein Demibranch ist die V-förmige Struktur der Kiemen bei Kopffüßern und Muscheln. Sie besteht aus zwei Lamellen, die Filamente von Kiemen enthalten. Die innen und außen unterteilten Demibranchen werden durch die Ctenidialachse verbunden, wodurch die Kiemen eine typische W-Form erhalten.